# Harold Gillies
Harold Gillies   (Dunedin, 17 de juny de 1882 - Londres, 10 de setembre de 1960) va ser un otorrinolaringòleg neozelandès i pioner de la cirurgia plàstica moderna arran de les tècniques que va idear per reparar la cara dels soldats que tornaven de les trinxeres.

## Biografia
Gillies va néixer a Dunedin i era fill del polític d'Otago Robert Gillies. Va assistir a la Whanganui Collegiate School i va estudiar medicina al Gonville and Caius College de Cambridge. El 1910 va obtenir un lloc de treball com a especialista en otorrinolaringologia. A Caius es va convertir en maçó i va arribar a ser Mestre de la Lògia de Caius. Gillies era estudiant a l'Hospital St Bartholomew quan va guanyar la beca de recerca Luther Holden el 1910. També va ser professor de cirurgia plàstica en aquella facultat de medicina.

### Primera Guerra Mundial

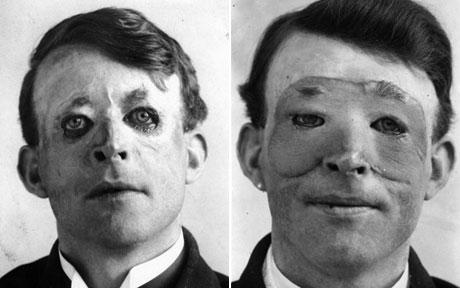
Walter Yeo, un mariner ferit a la batalla de Jutlàndia, va ser la primera persona el 1917 a rebre cirurgia plàstica de Gillies. La fotografia el mostra abans (esquerra) i després (dreta).

Després de l'esclat de la Primera Guerra Mundial es va unir al Royal Army Medical Corps. Destacat inicialment a Wimereux, va actuar com a assistent mèdic d'un dentista francoamericà, Auguste Charles Valadier, a qui no se li permetia operar sense supervisió, però intentava desenvolupar treballs de reparació de la mandíbula. Gillies, animat després de veure Valadier experimentant amb tècniques d'empeltament dèrmic, va decidir anar a París per a conèixer el reconegut cirurgià maxil·lofacial Hippolyte Morestin. El va veure extreure un tumor de la cara d'un pacient i cobrir-lo amb la pell de la mandíbula extreta del propi pacient. Gillies es va entusiasmar amb aquesta pràctica i al seu retorn a Anglaterra va persuadir el cirurgià en cap de l'exèrcit, William Arbuthnot-Lane, que s'havia d'establir una sala de lesions facials a l'Hospital Militar de Cambridge d'Aldershot.
La sala es va demostrar ràpidament inadequada per al nombre cada cop més gran de pacients que necessitaven tractament, i es va establir un nou hospital dedicat a les reparacions facials al barri londinenc de Sidcup. L'Hospital de la Reina es va obrir el juny de 1917 i, amb les seves unitats de convalescència, proporcionava més de 1.000 llits. Allà, Gillies i els seus col·legues van desenvolupar algunes tècniques innovadores de cirurgia plàstica i es van realitzar més d'11.000 operacions a més de 5.000 homes.
En el període d'entre les guerres, Gillies va desenvolupar una pràctica privada substancial amb el seu col·lega Rainsford Mowlem, incloent molts pacients famosos, i va viatjar força fent conferències, ensenyant i promocionant les tècniques més avançades internacionalment. El 1930 Gillies va convidar el seu cosí, Archibald McIndoe, a unir-se a la pràctica, i també li va suggerir que sol·licités una plaça al St Bartholomew's Hospital.

### Segona Guerra Mundial
Durant la Segona Guerra Mundial, Gillies va actuar com a consultor del Ministeri de Salut i de la Royal Air Force. Va organitzar unitats de cirurgia plàstica a diversos indrets de Gran Bretanya i va inspirar els seus col·legues a fer el mateix, inclòs el cirurgià plàstic Stewart Harrison que va fundar la unitat de cirurgia plàstica a l'Hospital Wexham Park de Berkshire. Durant aquest període, i després de la guerra, va formar nombrosos metges pertanyents a la Commonwealth en cirurgia plàstica.
En lloc de retirar-se al final de la Segona Guerra Mundial, Gillies va haver de seguir treballant. El 1946, ell i un col·lega van dur a terme una de les primeres cirurgies d'afirmació de gènere de dona a home a Michael Dillon. El 1951, ell i els seus col·legues van dur a terme una de les primeres cirurgies modernes d'afirmació de gènere, d'home a dona, a Roberta Cowell, utilitzant una tècnica que es va convertir en l'estàndard durant 40 anys. Gillies va fer una visita a Nova Zelanda el 1956 després d'una absència de 51 anys.

## Obra publicada
- Gillies HD. Plastic Surgery of the Face. Henry Frowde. 1920, 1983. ISBN 0-906923-08-5
- Gillies HD, Millard DR. The Principles and Art of Plastic Surgery. Butterworth. 1958.